# Monte Sanqing
Il Monte Sanqing (caratteri cinesi: 三清山; Pinyin: Sānqīng Shān), o Monte San Qing, è una famosa montagna taoista situata 80 chilometri a nord di Yushan (provincia di Jiangxi), in Cina. San Qing significa letteralmente 'tre diversi' in cinese, ed indica il fatto che il monte San Qing è formato da tre cime: "monte Yujing", "monte Yushui" e "monte Yuhua".
Uno slogan cinese “三峰峻拔、如三清列坐其巅” (“tre picchi scoscesi, come i Tre Puri che siedono sulle cime”) spiega perché abbia preso il nome di San Qing. Tra le tre cime, la più alta è Yujing (1817 metri sul livello del mare).
Monte San Qing è stato classificato come parco nazionale (Guojiaji Fengjing Mingshengqu 国家级风景名胜区). Situato in una zona climatica subtropicale umida, è una famosa meta turistica della Cina continentale. Il Monte Sanqing e il parco nazionale circostante sono relativamente ricchi di biodiversità. All'interno dei confini del parco sono state descritte oltre 2.300 specie di piante e 800 tipi di vertebrati, alcuni dei quali minacciati di estinzione.L'area complessiva è di 2200 km². Nel 2008 è stato inserito tra i patrimoni dell'umanità dell'UNESCO.

## Storia geologica e idrologia

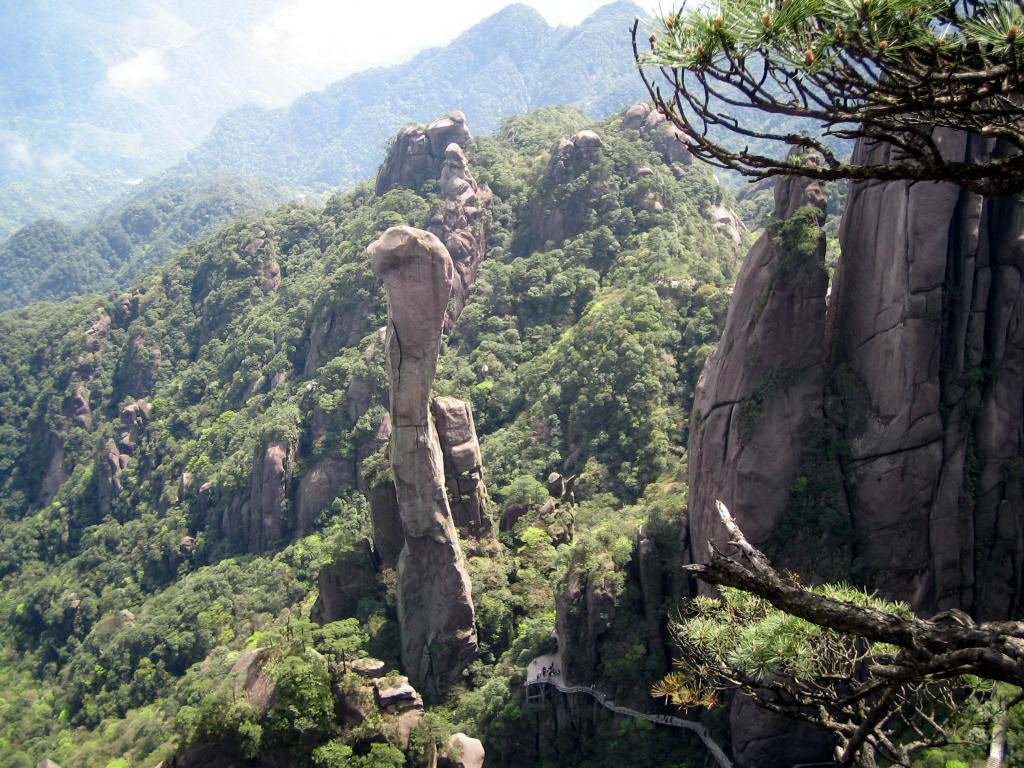
Particolare del Monte Sanqin

Il Monte Sanqing è una montagna granitica che fa parte di una zona di sutura crostale risalente all'era neoproterozoica, circa 850 milioni di anni fa. Tuttavia, il granito che costituisce gran parte delle cime delle montagne risale al Mesozoico. Le faglie, gli agenti atmosferici e l'erosione hanno modellato le montagne in intricate forme del terreno. Sul monte Sanqing ci sono più di 23 gole con più di 500 metri di altitudine. Le abbondanti precipitazioni annuali nella regione consentono di creare molte cascate (alcune delle quali superano i 60 metri di altezza), piscine e sorgenti.

### Flora

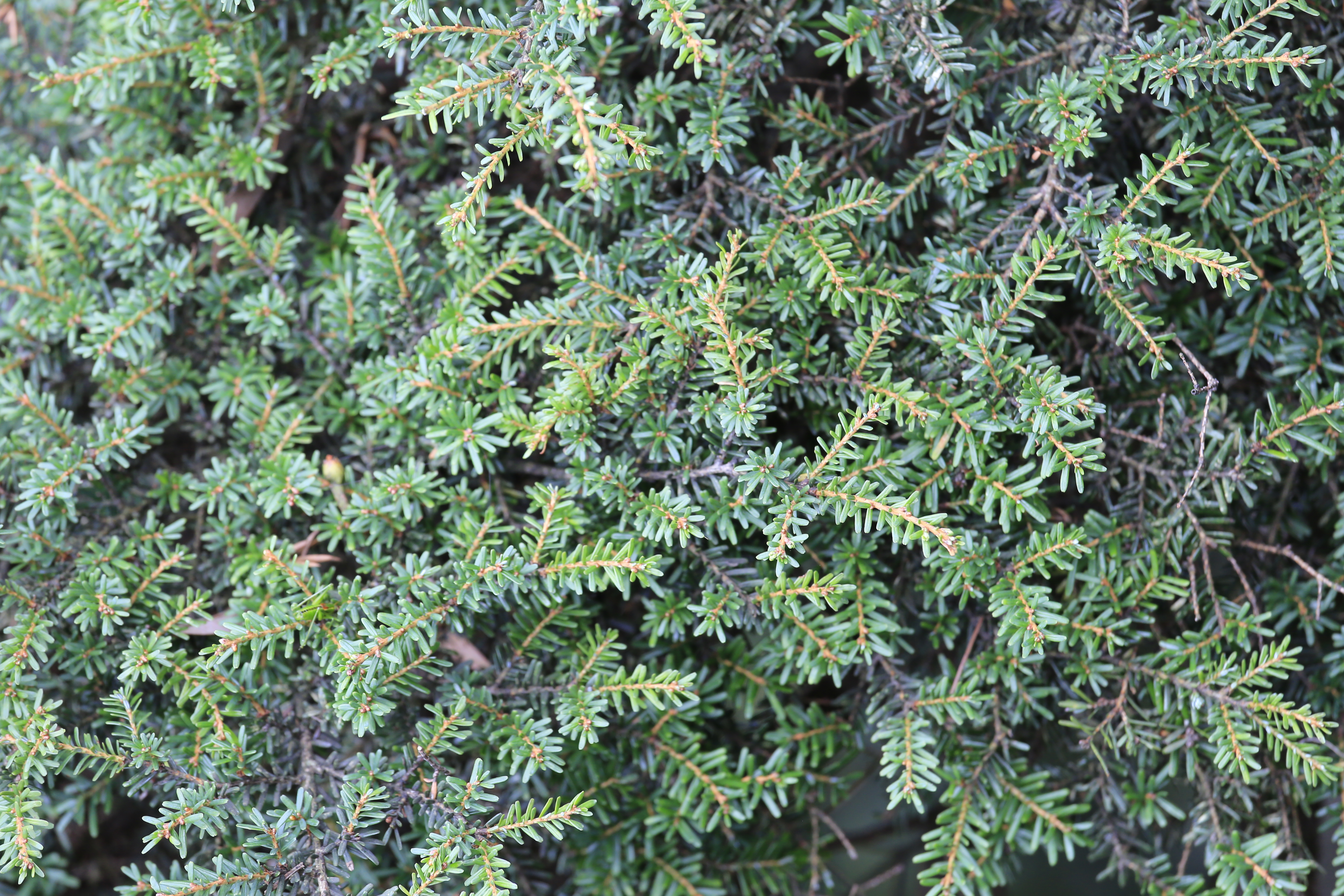
Tsuga chinensis

Ci sono molti tipi di vegetazione nel Monte Sanqing, tra cui foreste di latifoglie sempreverdi, foreste di conifere temperate calde, foreste miste temperate calde ad aghi e latifoglie, foreste di bambù, foreste ceduo e foreste ceduo di prati in cima alle montagne. Questo, unito alla topografia isolata della regione e al suo status di refugium dell'era glaciale, ha permesso alti tassi di biodiversità floreale ed endemismo. Il Monte Sanqing protegge in particolare molte specie di conifere, tra cui rare varietà di Pseudotsuga sinensis var. gaussenii e Tsuga spp. Sono state trovate nel parco 19 piante elencate nella Lista Rossa IUCN a partire dal 2003.

### Fauna
A causa delle grandi pendenze altimetriche sopra e intorno alla montagna e della corrispondente variazione dell'habitat, la fauna della regione mostra una chiara differenziazione di nicchia lungo il fianco della montagna. All'interno del parco sono stati trovati 61 mammiferi, 226 uccelli, 49 rettili, 23 anfibi, 36 pesci e 1327 specie di insetti; 37 di queste specie sono endemiche della Cina, tra cui il macaco tibetano, la lepre cinese, il tarabuso giallo, il tragopan di Cabot, la cinciallegra e il tritone cinese dal ventre di fuoco. Come gran parte della Cina meridionale, la montagna è ricca di uccelli gallinacei. Protegge anche un'ampia varietà di specie di farfalle. Il tordo sghignazzante dalla corona blu, in pericolo di estinzione, di cui probabilmente rimangono meno di 200 individui, è stato avvistato nel parco. Leopardi, pangolini e caprioli sono comuni nel parco.

## Cultura

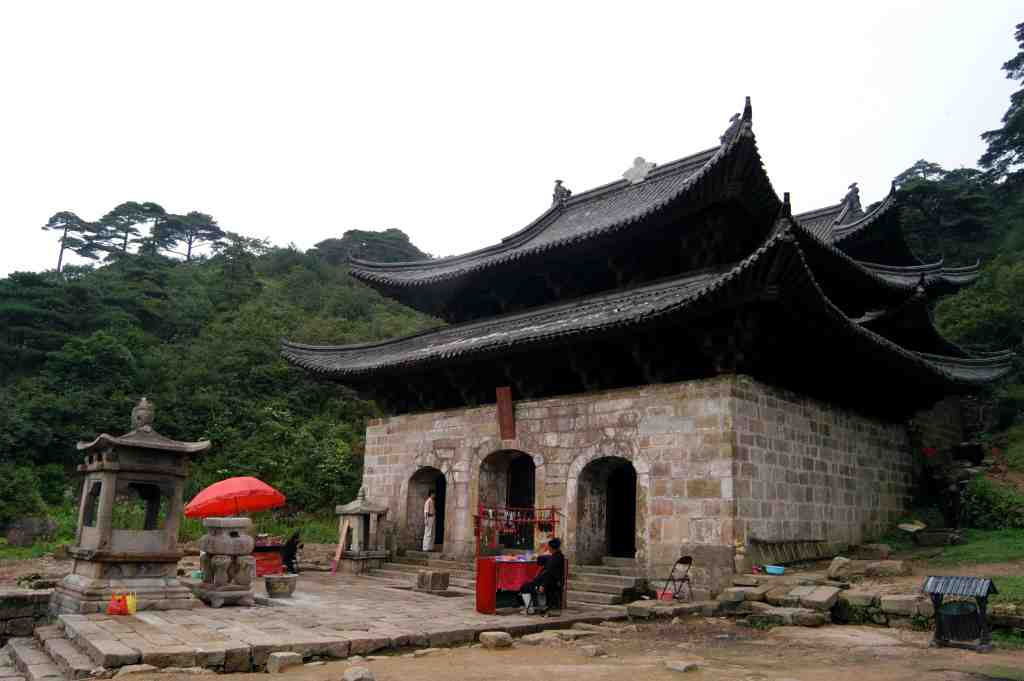
Tempio di San Qing

### Religione
Il Monte San Qing è una montagna sacra per i taoisti.